# Консулова-Вазова, Елисавета
Елисавета Консулова-Вазова (болг. Елисавета Консулова-Вазова, 4 декабря 1881, Пловдив, Княжество Болгария — 29 августа, 1965, София, Народная Республика Болгария) — болгарская художница. Стала известным искусствоведом, публикуя статьи о культуре Болгарии и роли женщин в искусстве. Одна из первых профессиональных женщин-художниц в Болгарии. Также первая болгарская художница, писавшая картины с обнажённой натуры.

## Ранние годы и образование
Елисавета Консулова-Вазова родилась 4 декабря 1881 года в Пловдиве. Одна из шести детей Анны (в девичестве Хаджипеньова) и Георгия Консулова. В 1860-х Георгий Консулов был изгнан в Измир за свою политическую деятельность. После основания Княжества Болгария стал членом парламента.
Когда Елисавете было десять, её семья переехала в Софию. В 1897 она поступает в Болгарскую национальную художественную академию. В то время, как мужчины изучали анатомию, срисовывая с натуры, девушкам было разрешено срисовывать только со скульптур. Консулова выступала против подобных дискриминирующих методов образования. Она требовала, чтобы женщины тоже могли рисовать с натуры наравне с мужчинами. Елисавета стала первой женщиной в академии, которая стала писать с обнажённой модели. Во время обучения в академии Консулова познакомилась с молодым лейтенантом Борисом Вазовым, ставшим впоследствии её мужем. Младший брат Бориса Вазова — болгарский поэт Иван Вазов. В 1902 году Елисавета окончила академию. Художница планировала продолжить обучение за границей, но из-за смерти отца была вынуждена остаться, чтобы оказывать финансовую поддержку своей семье.

## Карьера
Елисавета начинает давать частные уроки рисования. Среди её учеников была Бистра Винарова, болгарская художница-экспрессионист. В 1906 году Елисавета Консулова выходит замуж за Бориса Вазова. Пара построила дом на участке земли, который им подарил двоюродный дедушка Бориса. Консулова-Вазова продолжает рисовать в студии, оборудованной в их доме. Большинство её работ — портреты и натюрморты в стиле импрессионизм. Художница открывает школу рисования для девочек у себя дома. В 1909 году Елисавета переезжает в Мюнхен с двумя дочерьми, Елкой (род. в 1907) и Сабиной (род. в 1909), где поступает в Мюнхенскую академию художеств. Самые известные её картины того времени — «Леди в белом» и «Портрет в белом». После окончания обучения художница возвращается в Софию, где продолжает свою творческую деятельность. Писала пастелью, маслом и акварелью.
В 1911 Елисавета принимает участие в выставке «Болгарская женщина» в Праге, где выставляет работы, написанные в течение предыдущих четырёх лет. В 1912 участвует в выставке Союза Южнославянских Художников «Лада» с картиной «Леди в белом». Во время Первой Балканской войны художница становится волонтёром Красного Креста, и после войны возобновляет свою творческую деятельность. Её выставка в 1919 году в Софии становится первой персональной выставкой женщин-художников в Болгарии. В том же году Елисавета стала одним из основателей компании «Родное искусство» (Родно изкуство), в которой она давала уроки рисования на пленэре. В этот период художница пишет портреты культурных деятелей, в том числе Стояна Михайловского (1918), Добри Христова (1919), Ивана Вазова (1920), Александра Божинова (1925).
1920—1922 годы Елисавета проводит в Германии, продолжая своё обучение. Тогда же начинает публиковать статьи о современном искусстве.
В 1927 году художница вместе с семьёй переезжает в Прагу. Консулова-Вазова принимает участие в разнообразных культурных проектах, в том числе, Чехословацко-болгарская ассоциация, которая организовала первое общежитие для студентов из Болгарии в Праге. В 1930 участвует в Народной Болгарской Выставке в Национальном техническом музее. После возвращения в Софию в 1934 году Елисавета начинает писать статьи для женского журнала «Беседа». Основные темы — роль женщин в политике, нововведения в области гигиены и питания, воспитание детей, равный доступе к образованию, искусство и культура. Кроме того, Елисавета переводит статьи с английского, немецкого и французского языков.
В 1937 году Консулова-Власова была награждена медалью «За гуманизм» второй степени.
В 1948 году Елисавета присоединяется к Союзу художников Болгарии (Съюзът на артистите в България).
В 1961 году была награждена орденом «Святых Равноапостольных Кирилла и Мефодия» первой степени.

## Смерть и наследие
Консулова-Вазова умерла 29 августа 1965 года в Софии. Картины художницы были показаны на выставках в Париже, Праге, Сан-Паулу и Варшаве. В 2004 её работы были выставлены в Национальной художественной галерее.